# Il turno di notte lo fanno le stelle
Il turno di notte lo fanno le stelle è un cortometraggio del 2012 diretto da Edoardo Ponti tratto dall'omonimo racconto di Erri De Luca, prodotto da OH!PEN.
Presentato al Festival di Roma 2012, è stato premiato al Tribeca Film Festival 2013 nella sezione cortometraggi e ai Nastri d'argento 2013. È entrato inoltre nella short list dei Premi Oscar 2013.

## Trama
Matteo e Sonia sono entrambi in procinto di affrontare un'operazione chirurgica al cuore. Accomunati dalla passione per la montagna, mentre sono in clinica in attesa dei rispettivi interventi stringono amicizia e si ripromettono, una volta superata la convalescenza, di compiere insieme una scalata in Trentino. Nonostante i timori di Mark, il marito di Sonia, preoccupato sia per la salute della moglie che dai possibili sviluppi dello stretto rapporto che la lega a Matteo, i due protagonisti tengono fede all'accordo.

## Produzione
Il cortometraggio è stato prodotto da OH!PEN in collaborazione con Massimiliano Di Lodovico, Trentino Film Commission, Trentino Marketing, Montura e Pasta Garofalo.
Le riprese hanno avuto luogo nelle Dolomiti della Val di Fassa, sul Passo Pordoi e a Rovereto.

## Riconoscimenti
- Tribeca Film Festival 2013: Best Narrative Short
- Nastri d'argento 2013: Premio speciale